# Нидский маяк
Нидский маяк (лит. Nidos švyturys) или Маяк горы Урбас (лит. Urbo kalno švyturys) — береговой маяк на Куршской косе в посёлке Нида, расположен примерно в 900 метрах от берега Балтийского моря, на вершине  дюны Урбас.

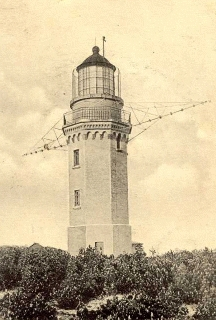
Фотография старого Нидского маяка

Первый маяк на холме Урбас был построен после присоединения Восточной Пруссии к Германской империи, в 1874 году, и начал работать с 24 октября того же года. Башня маяка имела в плане гексагональную форму и была построена из красного кирпича. Высота первого маяка составляла 27 метров. Дальность видимости этого маяка составляла примерно 20 морских миль (≈37 км).
В конце Второй мировой войны, в 1944 году Нидский маяк был подорван отступающими немецкими войсками, но в 1945 году маяк был отстроен заново и приведён в рабочее состояние. В 1953 году была проведена реконструкция и окончательное восстановление маяка.
Нынешняя 29-метровая башня маяка сделана из железобетона, имеет окраску в виде горизонтальных красных и белых полос. Линза для маяка была изготовлена на Изюмском приборостроительном заводе в Харьковской области. Дальность видимости маяка составляет 22 морские мили (≈41 км).
Нидский маяк работает в автоматическом режиме, без постоянного обслуживающего персонала. Световые сигналы посылаются только в тёмное время суток, радиосигналы — круглосуточно. На маяке установлено 6 ламп, но используется лишь одна, остальные нужны на случай сбоя работающей. Также маяк имеет автономный источник электропитания, который автоматически включается, если нарушается подача электроэнергии от внешней сети.